# Estrinia dauanensis
Estrinia dauanensis är en insektsart som beskrevs av Rentz, D.C.F. 2001. Estrinia dauanensis ingår i släktet Estrinia och familjen vårtbitare. Inga underarter finns listade i Catalogue of Life.